# Boško Savković
Boško Savković je srpski pisac i producent.

## Biografija
Rođen je u Beogradu, gde je završio osnovnu školu. Srednju školu završava u XIII Beogradskoj gimnaziji, smer novinar-saradnik. Urednik je školskog časopisa Mladost ekspres. Na Pravnom fakultetu Univerziteta u Beogradu diplomira na odseku za Međunarodno pravo. Kasnih osamdesetih u nekoliko navrata posećuje Univerzitet Columbija u Njujorku i sluša predavanja na letnjim školama uporednog prava. Bez obzira na uspešno završene studije Prava, ne prestaje da sanja o nezavisnom novinarstvu u tadašnjoj Jugoslaviji i opredeljuje se za pisanu i javno izgovorenu reč kao životni izazov i profesionalni poziv .
Početkom osamdesetih radio je na radio programima „Ritam srca” (Radio Studio B) i Index 202 (Radio Beograd 202). Od 1985. godine piše u studentskim novinama "Student" gde objavljuje do 1987. godine. Tokom poznate političke afere Glogov kolac, koja je u proleće 1987. kroz obračun sa novinarima i slobodnim novinarstvom najavila dolazak na vlast Slobodana Miloševića, ostaje uz redakciju koja je smenjena nakon mnogih nasrtaja Gradskog i Univerzitetskog komiteta Saveza komunista. Tokom 1987. i 1988. godine objavljuje u omladinskim novinama - Mladost, NON, Stav, Polet... Pred raspad bivše SFRJ počinje da objavljuje u jednom od najtiražnijih političkih magazina tog vremena, Politikinom magazinu „Intervju”. Od 1989. „Intervju” mu postaje matična redakcija, a piše i za mnoge druge novine širom Jugoslavije.
Od samog nastanka RTV Politika realizuje vlastite političke talk show emisije, kako na TV tako i na radio programu. Tokom boravka u Njujorku 1989. godine završava rukopis prve svoje knjige „Lažnoborci trče počasni krug” koja se bavi problematikom lažnih boraca i njihovih penzija na teritoriji bivše SFRJ. Po toj knjizi koji je Savković napisao, TV Beograd 1990. snima istoimeni dokumentarni film. Mnoge novine širom Jugoslavije objavljuju feljtone po ovoj knjizi.
Od samog početka rata u bivšoj SFRJ postaje i ratni dopisnik lista „Intervju” i drugih beogradskih novina. Mnoge TV reportaže sa ratišta koje je samostalno snimio, emituje i TV Politika. Dubrovnik, Vukovar, Knin, a nakon toga i nova otvorena ratišta u Bosni i Hercegovini, za Savkovića postaju novinarska opsesija. Ponosan što nikada tokom rata nije uzeo nikakvo oružje u ruke, a u stalnom ratu sa cenzurom u medijima koja tih godina vlada u srpskom društvu, napušta srpsko novinarstvo u proleće 1993. godine. Zarekao se da nikada više neće napisati ni reč za oficijelne srpske medije. Izuzev „Politikinog zabavnika” u kome i danas povremeno objavljuje autorske tekstove.
Nakon napuštanja srpskog novinarstva, početkom 1993. godine osniva svoju privatnu Agenciju za marketing „Alternativa” koja uspešno i danas radi na području TV produkcije, izdavaštva, grafičkog i WEB dizajna.
1993. godine postaje pridruženi producent, fikser i prevodilac američke TV mreže CBS za koju, u zavisnosti od potreba kompanije, radi sve do 2001. godine. Ratišta u Hrvatskoj i severnoj Bosni, „menja” za Sarajevo, Mostar.... a ubrzo zatim i za Kosovo. Bombardovanje SRJ od strane NATO pakta provodi sa ekipom CBSa - kako u Beogradu, tako i u Nišu, Prištini...
U proleće 1994. godine objavljuje drugu knjigu „Silovanja sedme sile” koja se bavi novinskim aferama i smenama uredinika i novinara u jugoslovenskom i srpskom novinarstvu od 1945. do 1993. godine.
1996. godine postaje jedan od osnivača satiričnog lista „Naša krmača”. Okuplja oko ove satirične novine gotovo sve otpadnike od mejn strima tadašnjeg srpskog novinarstva koje je odlikovao podanički ili ratnohuškački način razmišljanja. „Naša krmača” je bila i ostala simbol borbe za slobodu novinarstva cele jedne generacije - jedna od najtvrdjih tačaka otpora Miloševićevom samovlašću. Prisluškivanja, pretnje, batine, obijanje redakcije nezavisne novine Savkoviću su postala svakodnevnica.
U jesen 1997. godine objavljuje treću knjigu „Misterije koje su izmenile Srbiju”. Zbog velikog pritiska na medije tokom poslednje godine Miloševićeve vlasti, privremeno prestaje sa izdavanjem „Naše krmače” juna 2000. godine, da bi redakcija ponovo nastavila sa radom decembra iste godine nakon “Oktobarskih promena”. U februaru 1998. godine osniva neformalnu grupu NIB – Nekompromitovani intelektualci Beograda] čiji je cilj bio i ostao povratak stvarnih kulturnih vrednosti na javnu scenu Srbije. NIB i danas radi, kao registrovana nevladina organizacija. U septembru 2000. godine neposredno pred pad režima Slobodana Miloševića, objavljuje i knjigu „Sa druge strane” - zbirku uvodnika u list „Naša krmača”.
„Naša krmača” bez dinara dotacije od strane bilo koje pozicione ili opozicione struje, nastavlja sa radom i nakon demokratskih promena u Srbiji. Kritikujući bespoštedno sve greške novih vlasti, konačno prestaje sa radom 2004. godine.
Sa grupom prijatelja koji su izdali Fototipsko izdanje Miroslavljevog Jevanđelja od 1998. godine radi na promovisanju ovog rukopisa koji je proneo slavu srpske kulture kroz ceo svet i postao deo UNESCO zbirke „Pamćenje sveta”. Kroz produkciju filma „U početku beše reč” i predavanja održanim širom zemlje i inostranstva, Savković i danas promoviše ovo izuzetno delo srednjovekovne srpske kulture.
Savković je 2008. godine osnovao festival turističkog i ekološkog filma Silafest koji se i danas održava u Velikom Gradištu, na obali Dunava. Silafest je danas deo porodice CIFFT koja je pod patronatom Svetske turističke organizacije Ujedinjenih nacija - UNWTO. U lancu CIFFT se nalaze festivali u Los Andjelesu, Njujorku, Kanu, Varšavi, Berinu, i još 12 velikih gradova širom sveta.

## Dokumentarni i promotivni filmovi
- „Balkanski žigolo”
- „Beograd noću”
- „Njujork za početnike”
- „Ko to tamo lepi”
- „Na kraju sveta”
- „Lažnoborci trče počasni krug”
- „Brevijar”
- „U početku beše reč – Miroslavljevo jevandjelje”
- „Gde Dunav srebrom sjaji”
- „Plodovi zime”
- „Srebrno jezero – četiri godišnja doba”
- „Posle bombi”
- „Srbija – jedno putovanje bezbroj doživljaja”
- „Bog da prosti”
- „Mora da ovo nije sve”
- „U ime života 1999.”

## Dokumentarni TV serijali
- „Ko radi ne boji se gladi” (52 epizode)
- „Nacionalna kuhinja” (64 epizode)
- „Made in Taiwan” (5 epizoda)
- „Tri čoveka u čamcu... o psu da ne govorimo” (4 epizode)
- „Brevijar” (8 epizoda)
- „Zlatno runo” (8 epizoda)
- „Hronika Miroslavljevog jevanđelja” (5 epizoda)
- „Beogradska jezera” (12 epizoda)
- „Ulicama lutam” (20 epizoda)

Za svoje filmsko stvaralaštvo Savković je nagradjen velikim brojem priznanja na Međunarodnim filmsklim festivalima.

## Nagrađeni filmovi na međunarodnim festivalima
Brevijar/Breviary
- Prix Italia, Itenerarium Fidei, Lecce, Italy, 2007.
- Special Jury Prize, INTERSTAS, Split, Croatia, 2008.
- Best festival film, Yperia, Amorgos, Greece 2010.

U početku beše reč / In the beginning was the word
- Nominated, Golden Knight, Moscow, Russia, 2007.
- Prix Italia, The best religious film, Lecce, Italia, 2007.
- Chairman of the Jury Prize, Pokrov, Kiev, Ukraine, 2007.
- Jury Award, „Vigil of the soul” Karlovci Srem, Serbia 2007.
- Best Religious Film, Film At, Plock, Poland, 2008.
- The Special Jury Award, Document Art, Campulung, Romania, 2008.
- Golden Rooster, Art and Tour Film Festival, Barcelos, Portugal, 2008.
- Special Jury Prize, Jahorina Fest, Pale, Bosnia and Herzegovina, 2008.
- Media Award, Karmainfest, Busteni, Romania, 2009.

Tamo gde Dunav Srebrom sjaji / Where the Danube silver shine
- Award for innovative approach, FilmAt, Plock, Poland, 2009.
- Jury Award, Yperia, Amorgos, Greece, 2009.
- Charter of silver, Document Art, Campulung, Romania, 2009.

Plodovi zime / Winter fruits
- Golden Pinkum, Silafest, Veliko Gardište, Serbia 2010.
- Golden Peak, For the best environmental film St. Petersburg, Russia, 2010.
- Special Award Institute Nevsky, Golden Peak, St. Petersburg, Russia, 2010.
- The Special Jury Award, Jahorina Fest, Sarajevo-Pale, Bosnia and Herzegovina, 2010.
- Silver Award for the best environmental film, Tour Film Riga, Riga, Latvia, 2011.
- Grand Jury Award, Tour movie Riga, Riga, Latvia, 2011.
- Best Environmental Film Festival, Film Art, Warsaw, Poland, 2011.
- Charter of Silver, Document Art, Campulung, Romania, 2011.
- Golden Parrot, Florianopolis, Brazil 2011.
- Golden Rooster, Art and Tour, Barcelos, Portugal, 2011.
- Golden Dolphin, Corporate media Cannes Film Festival, Cannes, France 2011.
- Golden Kitovras, Kitovras Film Festival, Veliki Novgorod, Russia 2011.
- Grand Prix Mention for the best environmental film in the world in 2011, Vienna, Austria, 2011.
- Golden Asteria, Deauville green Award, Deauville, France, 2011.

Posle bombi / After the bombs
- Ecology Grand Prix , Film At, Warsaw, Poland, 2013.
- Eastern gate of Europe, Special mention of Jury, Veliko Tarnovo, Bulgaria 2013.
- Special mention of Jury, 19. Film and TV Festival, Kosice, Slovakia, 2013.
- Silver Rooster, Art and Tour, Barcelos, Portugal, 2013.
- Silver Dolphin, Corporate media Cannes Film Festival, Cannes, France 2013.
- Best message of the film, Silafest, Veliko Gradište, Serbia, 2013.
- Grand Prix nomination for the best eco-tour film in the world in 2013, Vienna, Austria, 2013.

Jedno putovanje, bezbroj doživljaja / One journey, millions impressions
- History and Culture award, Veliko Tarnovo, Bulgaria, 2014.
- Special jury award, Film At, Warsaw, Poland, 2014.
- Yperia, Special jury award, Amorgos, Greece 2014.
- Golden Pincum for the best serbian toursm film, Silafest, Veliko Gradiste, Serbia, 2014.
- Golden Wave for the best toursm film of festival, Silafest, Veliko Gradiste, Serbia, 2014.
- Silver Rooster for the best tourism film, Art and tour, Porto Portugal 2014.
- Zlatni javor za najbolji promotivni film, „Jahorina Film Festival“ BiH 2014.

Bog da prosti / God have mercy their souls
Award of Polish film Academy for special contribution to education
Mora da ovo nije sve / It must be something else
- Nagrada žrija 10. Festvala balkanskog filma Malme Švedska Malme 2016.
- Nagrada za socijalni projekat Kopenhagen 2016.

U ime života 1999. / In the name of life 1999.
- Film Excellence Award „Zlatna vrata Berlina“ Nemačka
- Nagrada žirija za najbolji filmski socijalni projekat, „Istočna obala Evrope“ Bugarska
- Srebrni vitez za kratki dokumentarni film „Zlatni vitez“ Rusija
- Najbolji dokumentarni film „ITFF Istanbul“ Turska
- Grand Prix festivala „Silafest“ Srbija
- Specjalna nagrada žirija Emliji Savković za najorginalniji koncept flma, „Silafest” Srbija
- Najbolji ekološki film festivala, „Silafest” Srbija
- Zlatni javor za najbolji ekološki film, „Jahorina Film Festival“ BiH
- Specijalna nagrada žirija, „APTUR Porto“ Portugal
- Grand Prix festivala, Art&Tour Varšava Poljska

## Društveni rad
Boško Savković je peta generacija stare porodice koja je rođena u Beogradu. To samo po sebi ne bi značilo ništa, da on stvarno ne voli Beograd. Verovatno je i to jedini razlog što nikada nije razmišljao o tome da život nastavi u inostranstvu.
Nikada nije bio član ni jedne političke stranke, jer smatra da rad u medijima i politički angažman ne mogu ići jedno uz drugo. Dobio je crvenu pionirsku maramu u prvom razredu osnovne škole, ali je uspeo je da bude bolestan od boginja kada su sve masovno učlanjavali u Savez Komunista. Dorovoljno je bio učlanjen jedino u Savez izvidjača. Uglavnom, mrzi da bude član. Tako se nikada nije učlanio ni u jedno od novinarskih udruženja, kao ni u Klub književnika, iako je imao sve uslove za to.
Tokom vladavine Slobodana Miloševića blisko je sarađivao sa Nunetom Popovićem i Umetničkom grupom „Magnet” koja se godinama kroz umetničke perfomanse rugala diktaturi koja je vladala u Srbiji.
Pomagao je rad „Otpora” koji je doveo do rušenja Miloševićeve vlasti. “Otpor” mu je oktobra 2000. kao znak zahvalnosti poklonio privezak za ključeve sa vlastitim imenom. Za razliku od mnogih drugih nagrada, privezak i dalje čuva.
Kako smatra da bez ekonomskih sloboda nema ni društvenih, sa grupom prijatelja je 1994. godine osnovao Uniju poslodavaca Srbije. Unija je danas jedini reprezentativni predstavnik poslodavaca u Srbiji. Obavljao je dužnost Potpredsednika za medjunarodnu saradnju, a danas je Generalni sekretar Unije, član Predsedništva, Predsednik Saveta osnivača Unije i član Socijalno ekonomskog saveta Republike Srbije.
Poslednjih 10 godina predstavlja Uniju u Svetskoj poslodavačkoj organizaciji koja je deo Međunarodne organizacije rada, jedne od fundamentalnih organizacija Ujedinjenih Nacija, sa sedištem u Ženevi.
Bavi se humanitarnim radom. Jedan je od osnivača Humanitarne organizacije „Singidunum” koja je se poslednjih 12 godina isključivo bavi pružanjem pomoći u školovanju dece bez roditelja. Jedan je od 3 dobitnika Velike plakete HO „Singidunum” povodom 10 godina rada.
Oktobra 2011. godine dobio je povelju Počasnog gradjanina gradske opštine Rakovica za specijalni doprinos razvoju i očuvanju kulture.
Kao deo nevladine grupe NIB - Nekompromitovani intelektualci Beograda, pomagao je u organizovanju koncerata, izložbi slika i fotografija, izdavanju knjiga... drugih članova udruženja. Organizovao je akciju promene nepismeno napisanih tabli sa imenima beogradskih ulica - producirajući TV serijal „Ulicama lutam”. Bavio se očuvanjem beogradskih jezera, i kroz istoimeni TV serijal prikazao Beogradjanima da njihov grad poseduje čak 12 jezera. Savkoviću je decembra 2012. u Skupštini grada uručena nagrada “Zvezda Beograda” za najbolji projekat nevladinog sektora u domenu zaštite čovekove okoline te godine. To smatra ne svojom, već nagradom celom NIBu.
Juna 2013. godine je za poseban dobrinos filmu i kulturi odlikovan plaketom “Kapetan Miša Anastasijević” koju u saradnji sa nevladinim sektorom dodeljuje Univerzitet u Beogradu.
Bio je član žirija mnogih medjunarodnih filmskih festivala, od Rusije do Brazila.

## Spoljašnje veze
- Silafest Архивирано на веб-сајту  (22. март 2018)
- https://web.archive.org/web/20180322082102/http://www2.cifft.com/
- Boško Savković на веб-сајту  (језик: енглески)
- http://www.politika.rs/sr/clanak/273620/Urucen-kanski-Srebrni-delfin-Gradu-Beogradu
- http://www.novosti.rs/vesti/kultura.71.html:458621-Kan-Nagrada-za-Savkovicev-film-quotPosle-bombiquot